# Schola Cantorum de Paris

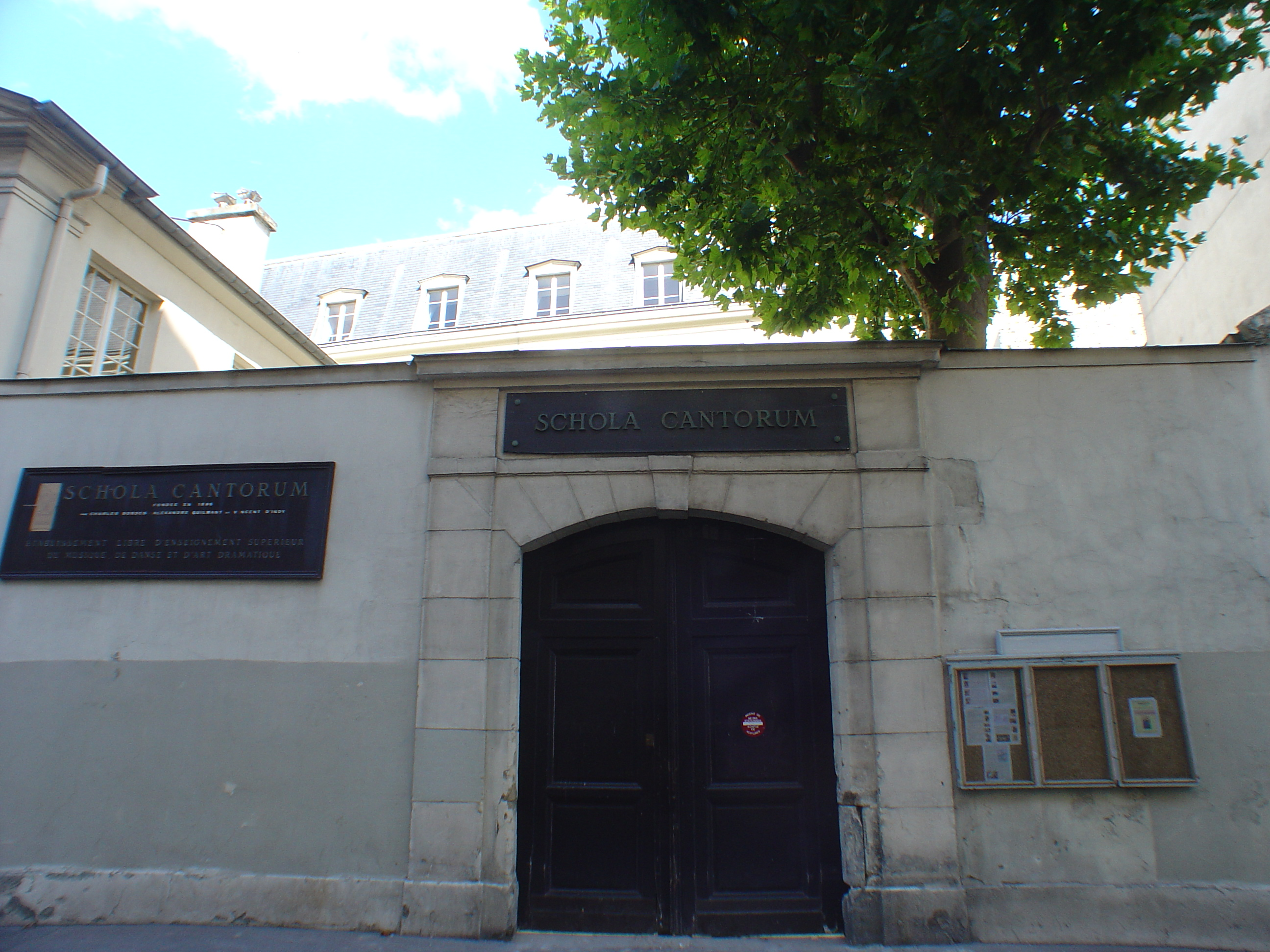
Schola Cantorum

La Schola Cantorum är en privat musikskola i Paris. Den grundades 1894 av Charles Bordes, Alexandre Guilmant och Vincent d'Indy som en motvikt till Pariskonservatoriets betoning på opera. Kompositörer som skrev främst instrumental musik, som d'Indys lärare César Franck, hade svårt att få full acceptans i det parisiska musiklivet.
Schola Cantorum invigdes den 15 oktober 1896. Pariskonservatoriets organist Alexandre Guilmant blev dess förste ledare, innan Vincent d'Indy tog över och lade grunden för skolans framgång med en läroplan som innebar ett uppsving för annan musik än opera, exempelvis gregoriansk sång samt 1500- och 1600-talens musik. 
Sedan år 1900 är skolan inrymd i ett ombyggt kloster i Paris latinkvarter. 
Bland tidigare elever (alumner) finns Joseph Canteloube, Cole Porter, Albert Roussel, Erik Satie, Thomas Ahrén du Quercy med flera.
Bland tidigare lärare märks Maurice Duruflé, Vincent d'Indy, Wanda Landowska, Jeanne Loriod, Olivier Messiaen, Darius Milhaud, Jean Boyer och Jean Langlais.